# 박상융
박상융(朴商隆, 1965년 ~)은 대한민국의 경찰, 변호사이다. 대전광역시 출신이다.

## 학력
- 1980.03 ~ 1983.02 : 충남고등학교
- 1983.03 ~ 1987.02 : 고려대학교 법학 학사

## 경력
- 1987.10 : 제29회 사법시험 합격
- 1990 : 제19기 사법연수원 수료
- 1990.05 : 육군 법무관(군 검찰관)
- 1993.03 ~ 1993.10 : 변호사 개업
- 1993.10 : 충남지방경찰청 수사과 수사1계장(경정 특채)
- 1999.02 : 경찰청 형사국 수사과 경정
- 2002.01 ~ 2003.04 : 충남지방경찰청 방범과장(총경)
- 2003.04 ~ 2004.07 : 충남지방경찰청 논산경찰서장
- 2004.07 ~ 2005.02 : 충남지방경찰청 수사과장
- 2005.02 ~ 2006.03 : 경찰청 수사국 마약수사과장
- 2006.03 ~ 2007.01 : 대전지방경찰청 대전중부경찰서장
- 2007.01 ~ 2007.07 : 경찰청 수사국 지능범죄수사과장
- 2007.07 ~ 2008.03 : 경찰청 총무과(교육파견)
- 2008.03 ~ 2009.03 : 서울지방경찰청 양천경찰서장
- 2009.03 ~ 2010.01 : 경찰청 수사국 마약지능수사과장
- 2010.01 ~ 2010.07 : 경기지방경찰청 김포경찰서장
- 2010.07 ~ 2011.01 : 경기지방경찰청 제2부 수사과장
- 2011.01 ~ 2011.12 : 경기지방경찰청 동두천경찰서장
- 2011.12 ~ 2013.04 : 경기지방경찰청 평택경찰서장
- 2013.04 ~ 2013.06 : 경기지방경찰청 경무과 총경
- 2013.08 ~ : 법무법인 한결 구성원변호사
- 2014 ~ 2018.06 : JTBC 사건반장 출연 및 종합편성채널 패널 출연
- 2017.03 ~ 2018.02 : 한국토지주택공사(LH) 법률고문
- 2017.03 ~ : 평택해양경비안전서 법률자문위원
- 2017.07 ~ : 한국거래소 코스닥시장기업심사위원회 위원
- 2018.06 ~ : 드루킹의 인터넷상 불법 댓글 조작 사건과 관련된 진상규명을 위한 특별검사팀 특별검사보